# Ciocârlia (Costanza)
Ciocârlia (in turco Küçük Bülbül) è un comune della Romania di 2 953 abitanti, ubicato nel distretto di Costanza, nella regione storica della Dobrugia.
Il comune è formato dall'unione di 2 villaggi: Ciocârlia e Ciocârlia de Sus.